# 台特玛湖
台特玛湖（維吾爾語：تېتما كۆلى‎，拉丁维文：Tëtma Köli，可能源自蒙古語，或譯台特馬湖），又称喀剌布兰海子（維吾爾語：قارابوران‎，拉丁维文：Qaraboran，意為「黑色狂風」），位于中国新疆维吾尔自治区塔里木盆地东南部、若羌县北部，是塔里木河和车尔臣河（且末河）的尾闾湖，与喀拉库顺湖、罗布泊同为罗布泊地区三大洼地。
在1921年前的1500年内，塔里木河下游自北向南注入台特玛湖，车尔臣河从西南方向注入台特玛湖，湖水向南溢入喀拉库顺湖从南部入罗布泊。1959年時，台特玛湖面积有183平方公里。湖水最大容积2亿立方米。1972年以来，随着塔里木河下游大西海子水库的蓄水，塔里木河下游大西海子水库以下363公里长的河道长期断流，而车尔臣河只有在特大洪水时才可能有洪水流入台特玛湖，至1974年台特玛湖完全干涸。
自2001年，随着塔里木河流域近期综合治理工程的开展，塔里木河、博斯腾湖多次向塔里木河下游输水，加上昆仑山水系的车尔臣河、若羌河和米兰河正值盛水期。大西海子水库21次开闸放水，84.3亿方水流入塔里木河故道，台特玛湖得到迅速恢复。2002年台特玛湖最大水面面积曾经达到约213平方公里。2006年以来博斯腾湖水位下降，巴音郭楞蒙古自治州用水也开始紧张，从孔雀河调水越来越困难，使得台特玛湖只能够季节性的维持一定的水面，2007年目测为10平方公里左右。2008年，因持续干旱影响，塔里木河来水量大减，又重新回到以前的干涸状态。2010年起，发源于昆仑山区的车尔臣河来水量较大，加之周边地区强降雨以及若羌河上游泄洪等因素影响，水面面积也基本稳定在300平方公里左右。目前台特玛湖现有水源主要来自车尔臣河的补给。